# Volker Eckert
Pour les articles homonymes, voir Eckert.
Volker Eckert (né le 1er juillet 1959 à Oelsnitz/Vogtl. (Saxe, Allemagne de l'Est) et mort le 2 juillet 2007 à Bayreuth (Bavière, Allemagne)) est un tueur en série est-allemand puis allemand.
Routier de profession, il a avoué le meurtre de six femmes dont cinq prostituées. Il a été soupçonné de dix-neuf meurtres en France, en Espagne, en Pologne, en Tchéquie et en Allemagne entre 1974 et 2006.

## Biographie

### Enfance et adolescence
Volker Eckert naît le 1er juillet 1959 à Oelsnitz/Vogtl. (Saxe, Allemagne de l'Est). Il est l'aîné d'une famille de trois enfants.
En 1968, âgé de 9 ans, Eckert vit, de manière inattendue, son premier émoi sexuel avec la poupée de sa sœur, après lui avoir caressé les longs cheveux de cette dernière. Ayant une puberté précoce, Eckert se voit contraint de ne pas raconter cet évènement prématuré à ses camarades de classe, de peur d'être moqué et incompris. Il s'imagine alors que toutes personnes, l'ayant précédé dans ce type d'émoi, réagiront comme lui. Durant son enfance, il découvre d'anciennes perruques de sa mère dans son grenier, qui ne font qu'agandir ses fantasmes.
À partir de 1972, Eckert commence à se lasser des cheveux artificiels et se met à fixer la chevelure d'une fille de sa classe, assise devant lui. De la même manière qu'avec les poupées, Eckert souhaite caresser la chevelure de sa camarade en sachant pertinemment qu'elle refusera. Il lui arrive également de sauter des repas en raison de son fantasme, qui s'oriente peu-à-peu vers la pratique du bondage, allant jusqu'à une envie de violence dans laquelle la femme serait soumise à lui.
En 1973, Eckert est âgé de 14 ans lorsque ses parents se séparent. Ne supportant pas que sa mère puisse soumettre l' « Homme de la maison », Eckert vole la voiture de sa mère et disparaît pendant plusieurs semaines, avant d'être finalement rattrapé et ramené à sa mère, dans son appartement de Plauen.
À partir de 1974, il se penche uniquement sur le fait d'étrangler la poupée de sa sœur avant de jouer avec ses cheveux, en souhaitant infliger ces sévices à de vraies femmes.

### Premiers crimes en Allemagne de l'Est
Le 7 mai 1974, Eckert, 14 ans et dix mois, se rend chez une camarade de classe, Silvia Unterdörfel, presque âgée de 15 ans. Prétextant avoir besoin d'aide dans un devoir d'école, Eckert se jette sur elle et l'étrangle à mort à l'aide d'un cordon de rideau. Une fois sa victime décédée, Eckert lui caresse les cheveux puis attache son cou à l'aide d'une cordelette en la reliant à la poignée de la porte, avant de repartir. Lorsque la mère de Silvia la découvre pendue à la porte d'entrée, celle-ci prévient les secours, qui concluront à un suicide.
En 1975, Eckert travaille avec son père comme peintre. Il commence néanmoins à errer dans les rues de Plauen pendant la nuit, en recherchant des « femmes convenables », répondant à ses critères selon ses propos.
Au début de 1978, Eckert, 18 ans, est arrêté après avoir été surpris une nuit en train d'étrangler une femme dans la rue. Il est inculpé pour agression sexuelle et placé en détention provisoire. Lors d'un examen psychiatrique, Eckert avoue au Dr Nedopil être soulagé que la police détienne ses empreintes digitales, afin qu'il se force d'arrêter d'agresser des femmes. Il est libéré de prison à la fin de l'année 1978.
Entre 1979 et 1987, une trentaine de femmes sont victimes d'agressions nocturnes par strangulation, dans les rues sombres de Plauen. Lors des passages à l'acte, Eckert étrangle ses victimes, mais n'en tue aucune. Il agit puis les laisse inconscientes. À la mort de ses parents, Eckert tente de se distraire en prenant soin de sa sœur cadette et de son frère. Il avouera au psychiatre que cela est « la chose la plus valable » qu'il n'a jamais faite. Peu de temps après, les frères et sœurs d'Eckert sont placés chez leur tante, sa garde ayant commencé à s'effondrer du fait de son marginalisme,.
En avril 1987, le corps sans vie de Heike Wunderlich, 18 ans, est retrouvé dans un bois de Plauen. L'autopsie révèle que la jeune femme est morte étranglée, avant d'être dénudée. Il est difficile de relier le meurtre de Heike Wunderlich aux différentes agressions de Plauen, du fait que  la victime ait été assassinée. Eckert ne sera jamais inquiété pour ce crime.
Un soir d'automne 1987, Claudia, 16 ans, marche dans les rues de Plauen. Eckert l'aperçoit et décide de la suivre discrètement. Dès qu'il en a l'occasion, il se rapproche de Claudia et se jette sur elle en l'étranglant violemment puis lui caresse les cheveux. Eckert s'en va, laissant sa victime inconsciente. Dès son réveil, Claudia dépose plainte et ébauche un portrait-robot. À la diffusion du portrait, le Dr Nedopil reconnaît le visage d'Eckert, qu'il a examiné par le passé. Sachant qu'Eckert est connu des services de police pour des faits d'agressions sexuelles, le Dr Nedopil prévient le commissariat de Plauen. Les gendarmes se rendent au domicile d'Eckert, mais celui-ci parvient à s'enfuir à l'aide de sa voiture. Une course poursuite a lieu, mais s'arrête au niveau du Mur de Berlin, empêchant ainsi Eckert d'aller plus loin. Encerclé par la police et le Mur, Eckert, 28 ans, est interpellé. Il est inculpé pour tentative de meurtre et placé en détention provisoire.
En 1988, Eckert comparaît pour la tentative d'assassinat commise à l'encontre de Claudia. Au terme de son jugement, il est reconnu coupable de tentative d'assassinat et condamné à 12 ans de prison. En détention, Eckert reçoit seulement quelques heures de thérapie d'un psychologue, ayant connaissance de ses fantasmes sexuels. Ce dernier rend un rapport favorable à la libération d'Eckert.
Eckert est libéré en juillet 1994, après 6 ans et demie de détention. Eckert choisit de devenir chauffeur routier en 1999, lui permettant d'attirer les prostituées afin de retrouver son « fantasme enfantin ».

### Meurtres de prostituées à travers l'Europe
Le 24 juin 2001, Eckert aborde Sandra Osifo, 25 ans, près de Bordeaux, en l'embarquant dans son camion. Il roule jusqu'à l'aire de repos de Chermignac, puis tue Osifo par strangulation avant de lui caresser sa chevelure. Eckert décide par la suite d'abandonner le corps de sa victime sur les lieux puis de rentrer chez lui. Le corps d'Osifo est découvert le lendemain, le visage tuméfié accompagné de griffures au niveau de la gorge. L'autopsie confirme que la mort est due à une strangulation. Le parquet de Bordeaux ouvre une enquête pour assassinat, mais cette enquête débouche sur un non-lieu, du fait que personne ne recherche la victime assassinée.
Un soir d'août 2001, Eckert aborde Isabel Beatriz Diaz Munoz, 35 ans, en Catalogne, puis l'embarque dans son camion. Eckert roule plusieurs kilomètres puis tue Diaz Munoz par strangulation et lui caresse sa chevelure. Eckert camoufle ensuite son corps puis quitte les lieux du crime. Le corps d'Isabel Beatriz Diaz Munoz est retrouvé, le 9 octobre 2001, par des promeneurs. Les enquêteurs envisagent l'hypothèse du suicide. 
En 2003, Eckert décide de s'acheter un Polaroïd, dans le but de prendre en photo ses victimes. Cette décision d'Eckert rejoint particulièrement celle d'un tueur en série fétichiste, cherchant à se remémorer ses crimes passés et à prendre des « trophées » en guise de souvenirs de ses crimes.
Dans la nuit du 28 février 2005, Eckert aborde Maria Veselova, 27 ans, près de Barcelone, en l'embarquant dans son camion. Il roule plusieurs kilomètres puis tue Veselova par strangulation, avant de lui caresser sa chevelure et de la photographier à l'aide de son Polaroïd. Eckert décide d'abandonner le corps de la prostituée sur les lieux avant de repartir. Des passants retrouvent le corps sans vie de Maria Veselova le lendemain du crime, mais l'enquête ne débouche sur aucune piste, la victime n'ayant plus de lien avec les siens.
Le 2 octobre 2006, Eckert aborde Agnieszka Bos, 28 ans, à Reims, et l'embarque dans son camion. Il traverse Saint-Quentin et Amiens puis tue la jeune femme par strangulation, avant de lui caresser la chevelure et de la photographier. Eckert abandonne le corps d'Agneszka près de Suippes.
Dans la soirée du 2 novembre 2006, Eckert aborde Miglena Petrova, 20 ans, en Catalogne, puis l'emmène dans son camion. Il roule plusieurs kilomètres puis tue la jeune fille par strangulation et lui caresse la chevelure en la photographiant. Eckert se débarrasse du corps de la victime en bordure d'un parking, dans lequel une caméra de surveillance filme la déposition du corps. Miglena Petrova est retrouvée morte le lendemain.
Quelques jours plus tard, le 8 novembre 2006, le corps d'Agnieszka Bos est découvert à son tour, en état de décomposition avancée. L'enquête concernant le meurtre d'Agneszka n'est pas reliée à celui de Miglena, du fait du pays. Concernant, le meurtre de Miglena, la vidéo prise par la caméra de surveillance, sur les lieux du meurtre, relève la plaque d'immatriculation du camion présent au moment du crime. Il s'agit du camion de Volker Eckert.

### Arrestation, incarcération et poursuites de l'enquête
Le 17 novembre 2006, Eckert, 47 ans, est arrêté à Cologne en Allemagne. Lorsque la police se rend à son domicile, elle trouve des mèches de cheveux et des photos Polaroïd des victimes dans son camion et dans sa maison. Au cours de sa garde à vue, Eckert avoue avoir commis son premier meurtre, en 1974, sur l'une de ses camarades de classe. Il reconnaît également avoir tué Sandra Osifo, en 2001, Isabel Beatriz Diaz Munoz, également en 2001, Maria Veselova, en 2005, ainsi d'Agneska Bos et Miglena Petrova, en 2006. Selon ses écrits, Eckert justifie le meurtre d'Agneszka par un désaccord sur les tarifs de la prostituée.
Au terme de son interrogatoire, le 19 novembre 2006, Eckert est inculpé d'assassinats et placé en détention provisoire, à la Prison de Bayreuth (Allemagne). L'arrestation d'Eckert fait énormément de bruit à travers l'Espagne, la France et l'Allemagne, du fait de ses agissements dans des pays distincts,,.
Les enquêteurs tentent, en premier lieu, de retracer le parcours d'Eckert entre 1999 et 2006, afin de vérifier s'il a fait d'autres victimes en exerçant sa profession,,,. En plus de cette période, ces derniers découvrent qu'Eckert peut possiblement avoir sévi depuis 1994, lors de sa dernière libération après avoir purgé sa peine pour tentative de meurtre. Ils enquêtent sur la période comprise entre 1974 et 1987, ainsi que la période entre 1994 et 2006.

### Interrogatoires ultérieurs et suicide
En janvier 2007, Eckert est extrait de la Prison de Bayreuth, dans le but d'un interrogatoire, mais se refuse à tout aveu et toute déclaration, en affirmant avoir avoué tous ses crimes. Ses gardes à vue sont systématiquement levées pour manque de preuves suffisantes, bien que d'autres victimes potentielles lui soient attribuées en raison des troublantes ressemblances à sa manière d'opérer. Eckert reste toutefois à la Prison de Bayreuth pour les six meurtres pour lesquels il doit être jugé.
Le 30 juin 2007, Eckert reçoit une convocation pour 13 meurtres — des meurtres s'ajoutant aux six dont il est poursuivi — de prostituées, dans le cadre d'un interrogatoire au cours du mois de juillet. À ce moment-là, Eckert est diminué physiquement, car il ne s'alimente plus. Il l'en est davantage lorsqu'aucun membre de sa famille ne vient lui rendre visite, le 1er juillet 2007, pour son 48ᵉ anniversaire.
Dans la nuit du 1er au 2 juillet 2007, Eckert se suicide dans sa cellule de la Prison de Bayreuth (Bavière), en se pendant à l'aide de ses draps. À la suite du décès d'Eckert, la police ne peut continuer ses poursuites avec les preuves de sa culpabilité dans la mort de neuf femmes entre l'Allemagne, la France, l'Espagne et l'Italie. En outre, il existe de fortes présomptions qu'il ait tué quatre autres femmes, portant ainsi le compte à 19 meurtres.
En décembre 2007, la justice allemande ferme le dossier.
Les autorités autrichiennes et italiennes travaillent depuis 2010 sur 41 meurtres de prostituées non élucidés tout au long de l'autoroute E45, route fréquemment empruntée par Volker Eckert,.

## Victimes probables d'Eckert
Parmi les meurtres de prostituées non-élucidés, trois d'entre eux contiennent de fortes preuves ainsi que des similitudes avec les strangulations :
- Benedicta Edwards, prostituée de 23 ans, retrouvée assassinée en le 22 août 2002 près de Troyes. Volker Eckert est dans la région au moment du crime mais le suspect conteste avoir tué Benedicta, malgré des éléments irréfutables.
- Un cadavre de femme, découvert le 15 juillet 2003 près de Pilsen en Tchéquie, sur une bordure d'autoroute. Selon quelques constatations, la mort serait survenue entre le 7 et le 8 juillet 2003. La piste de Volker Eckert est envisagée car il se trouvait dans ce secteur au moment du crime. La victime n'a jamais pu être identifiée[14].
- Ahhiobe Gali, prostituée de 25 ans, retrouvée assassinée le 5 septembre 2004, dans le Nord-Est de l'Italie, aux alentours de Brescia[4].

### Documentaire télévisé
- « Volker Eckert : le tueur au polaroïd » dans Portraits de criminels sur RMC Story et sur RMC Découverte.